# Francisco López de Úbeda
Francisco López de Úbeda var en spansk skriftställare och läkare, som levde under förra hälften av 1600-talet. 
Francisco López de Úbeda ansågs länge som pseudonym för Andrés Pérez de León, men är förmodligen det verkliga namnet på författaren till pikareskromanen Libro de entretenimiento de la Pícara (1605). Ticknor anser La Pícara vara en imitation av Mateo Alemáns Guzmán de Alfarache, under det att Fernández de Navarretes åsikt är, att boken är skriven efter mönster av Lazarillo de Tormes och Tragicomedia de Calisto y Melibea. Boken väckte uppseende och översattes till franska och italienska. Den finna i Rivadeneyras Biblioteca de autores españoles, band 33. 